# Janet Abbate
Janet Abbate (* 3. června 1962) je docentkou vědy, technologie a společnosti na univerzitě Virginia Tech. Její výzkum se zaměřuje na historii počítačové vědy a Internetu, zvláště na účast žen v těchto oblastech.

## Vědecká kariéra
Před tím, než Abbate začala působit ve vědě, byla sama programátorkou. Titul Ph.D. získala na Pensylvánské univerzitě v roce 1994. V letech 1996 až 1998 byla postdoktorátní výzkumnicí v historickém centru IEEE, kde vedla výzkum o ženách v programování. V roce 2004 začala pracovat na univerzitě Virginia Tech, kde nyní působí jako docentka vědy, technologie a společnosti.

## Výzkum
Abbate je autorkou dvou knih: Inventing the Internet (2000) a Recoding Gender: Women’s Changing Participation in Computing (2012). Recoding Gender: Women’s Changing Participation in Computing byla často hodnocena jako důležité dílo historie programování a síťování, zvláště pro zdůraznění role sociální dynamiky a mimoamerické účasti v raném vývoji síťování, zatímco jiní poukazovali na původní práci Abbate jako programátorky jako příčinu špatného narativu o netechnických věcech. Recoding Gender získalo pozitivní hodnocení i za obsažení rozhovorů s ženami působícími v této oblasti. V roce 2014 tato kniha získala ocenění od Computer History Museum.